# أولاد سي عبد الله (الخناسنة)
أولاد سي عبد الله هو دُوَّار يقع بجماعة دار الشافعي، إقليم سطات، جهة الدار البيضاء سطات في المملكة المغربية. ينتمي الدوّار لمشيخة الخناسنة التي تضم 9 دواوير. يقدر عدد سكانه بـ 1772 نسمة حسب الإحصاء الرسمي للسكان والسكنى لسنة 2004.

## روابط خارجية
- البوابة الوطنية للجماعات الترابية
- المندوبية السامية للتخطيط